# James Wilson (futbolista escocés)
James Wilson (Edimburgo, 6 de marzo de 2007) es un futbolista británico que juega en la demarcación de delantero para el Heart of Midlothian F. C. de la Scottish Premiership.

## Selección nacional
Tras jugar en las categorías inferiores de la selección, finalmente hizo su debut con la selección de Escocia el 23 de marzo de 2025 en un encuentro de la Liga de Naciones de la UEFA 2024-25 contra Grecia que finalizó con un resultado de 0-3 a favor del combinado griego tras los goles de Giannis Konstantelias, Konstantinos Karetsas y Christos Tzolis.

## Clubes
| Club                      | País    | Año   | Partidos | Goles |
| ------------------------- | ------- | ----- | -------- | ----- |
| Heart of Midlothian F. C. | Escocia | 2024- | 35       | 6     |